# سیل بزرگ ملاس بوستون

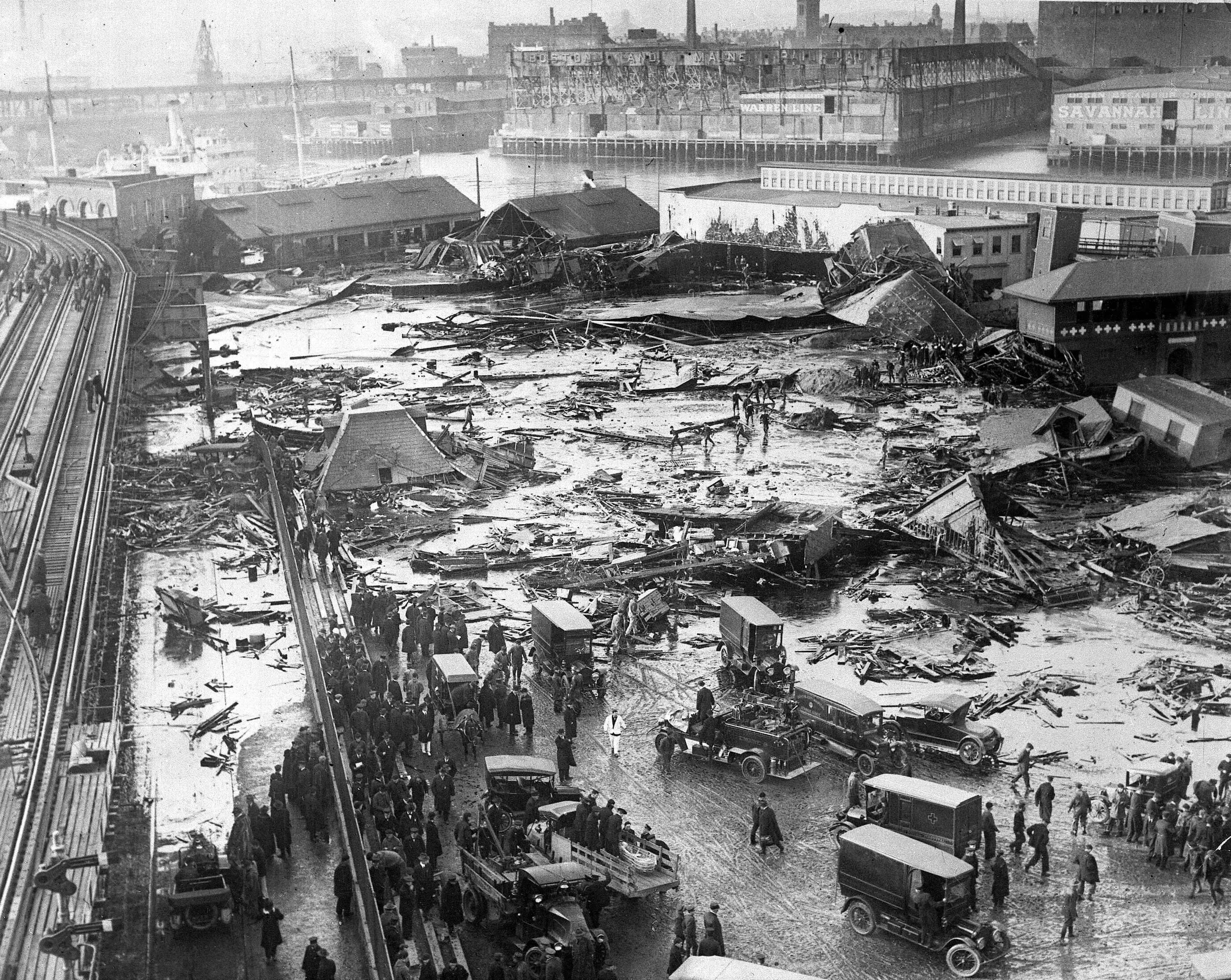
بعد از فاجعه، عکس از شرکت روزنامه گلوب (کتابخانه عمومی بوستون)

سیل بزرگ ملاس بوستون که همچنین از آن تحت عناوین فاجعه ملاس بوستون و تراژدی بزرگ ملاس بوستون نیز نامبرده می‌شود، به شرح حادثه‌ای می‌پردازد که مقارن با تاریخ ۱۵ام ژانویه سال ۱۹۱۹ در ناحیه شمالی شهر بوستون در ماساچوست، ایالات متحده آمریکا روی داده‌است. انفجار یک مخزن بزرگ ذخیره‌سازی ملاس در حاشیه شمالی شهر علت وقوع این حادثه بوده‌است که باعث می‌گردد، موج بزرگی از ملاس به سمت شهر هجوم ببرد و سیل ملاس با سرعتی بیش از ۵۶ کیلومتربرساعت خیابان‌های نواحی شمالی شهر را در نوردد، در این حادثه ۲۱ تن کشته و بیش از ۱۵۰ نفر دیگر نیز زخمی شدند. این رویداد توانسته به فرهنگ عامیانه افراد محلی آن منطقه راه پیدا کند و ساکنان محلی مدعی هستند که هنوز هم در روزهای گرم تابستان، بوی ملاس از این منطقه به مشام می‌رسد.